# Monieux
Monieux este o comună în departamentul Vaucluse din sud-estul Franței. În 2009 avea o populație de 344 de locuitori.

## Locație geografică
Comuna Monieux este situată pe platoul Munților Vaucluse, în apropierea comunei Sault. Acesta adăpostește pe teritoriul său o parte din „Rezervația Biosferei” din Muntele Ventoux.
Râul Nesque curge prin Monieux.

## Climă
Comuna este situată în zona de influență a climatului mediteraneean. Verile sunt calde și uscate, datorită creșterii altitudinii anticicloanelor subtropicale, intersectate cu episoade furtunoase uneori violente. Iernile sunt blânde. Precipitațiile nu sunt foarte frecvente, iar ninsorile rare. Sunt 275 de zile de soare pe an.

## Evoluția populației
| An        | 1975 | 1982 | 1990 | 1999 | 2006 | 2009 |
| --------- | ---- | ---- | ---- | ---- | ---- | ---- |
| Populație | 122  | 171  | 158  | 250  | 323  | 344  |